# Escudo de Benijófar

Escudo de Benijófar.

El escudo oficial de Benijófar tiene el siguiente blasonamiento:
Escudo cuadrilongo de punta redonda, partido. En el primer cuartel, en campo de gules, tres conchas de oro bien ordenadas. En el segundo cuartel, en campo de oro, tres rocas de su color, sobre ondas de azur y de plata, puestas en faja y sumadas, cada una de estas, de una ortiga de sinople de siete hojas. Por timbre, una corona real abierta.

## Historia
Resolución del 6 de febrero de 1995, del consejero de Administración Pública. Publicado en el DOGV núm. 2.454, del 21 de febrero de 1995.
Las conchas son el atributo de San Jaime, el titular de la parroquia. Al lado, las armas de los Gallego Fajardo, antiguos señores del pueblo, que le otorgaron la primera carta de población.